# Hilfswerk der Evangelisch-reformierten Kirche Schweiz
Das Hilfswerk der Evangelisch-reformierten Kirche Schweiz (HEKS) wurde 1946 als Hilfswerk der evangelischen Kirchen Schweiz vom Schweizerischen Evangelischen Kirchenbund (SEK) gegründet. Seit 2004 ist HEKS eine gemeinnützige Stiftung. Im November 2021 erfolgte der Zusammenschluss von HEKS mit Brot für alle zum Hilfswerk der Evangelisch-reformierten Kirche Schweiz.
Bei der Gründung des Hilfswerks lag der Fokus zunächst darauf, der Bevölkerung im kriegsversehrten Europa beizustehen.
Ab 1957 unterstützte HEKS auch ehemalige Kolonialstaaten im globalen Süden. Zunächst leistete HEKS vor allem Entwicklungshilfe, baute bald aber auch die entwicklungspolitische Arbeit aus. So unterstützte das Hilfswerk unter anderem die durch die Apartheid-Regimes unterdrückten Bevölkerungsgruppen in Angola, Simbabwe und Südafrika in ihrem Streben nach Gleichberechtigung.
Ab den 1980er-Jahren setzt HEKS sich vermehrt für die Rechte von Geflüchteten in der Schweiz und im Ausland ein. Ausserdem leistet das Hilfswerk immer häufiger Nothilfe nach Naturkatastrophen und in bewaffneten Konflikten.

## Grundsätze
Die Stiftung unterstützt in über 30 Ländern auf vier Kontinenten Projekte der Entwicklungszusammenarbeit zur Bekämpfung von Armut und Ungerechtigkeit und setzt sich für ein Leben in Würde für alle Menschen ein. Der Fokus liegt auf den Bereichen Recht auf Land und Nahrung, Flucht und Migration, Inklusion und Klimagerechtigkeit.
Die Stiftung arbeitet mit kirchlichen und sozialen Partnerorganisationen vor Ort zusammen. Aktions- oder programmbezogen kooperiert HEKS mit schweizerischen und ausländischen Hilfswerken ähnlicher Ausrichtung und Bedeutung.

## Organisation

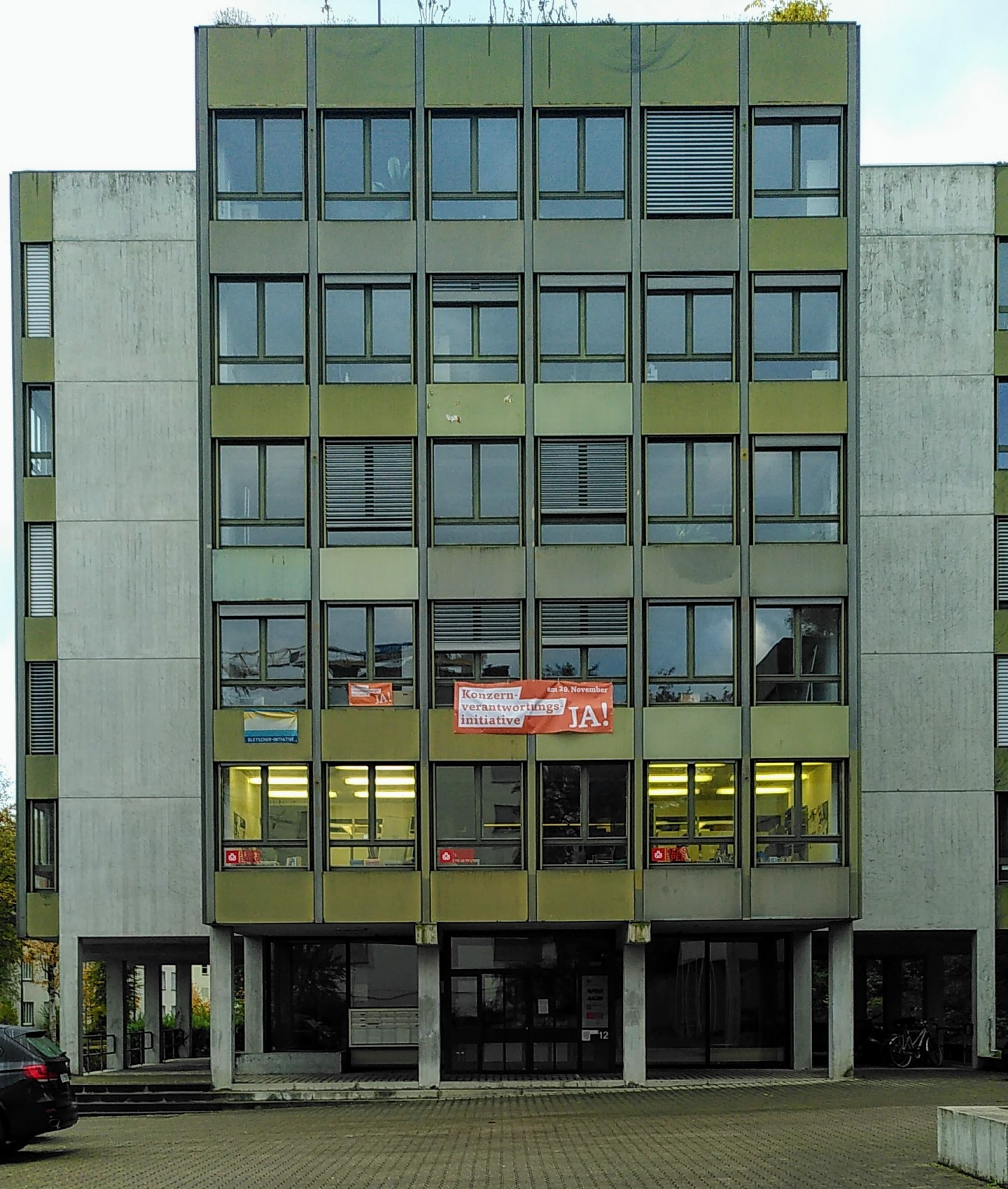
HEKS-Regionalstelle in Bern mit Abstimmungsempfehlung für die Konzernverantwortungsinitiative (2020)

Seit 2004 ist HEKS als Stiftung organisiert. Stiftungsratspräsident ist seit 2018 Walter Schmid, er folgte auf Claude Ruey.
Der Hauptsitz von HEKS befindet sich in Zürich. In der Schweiz betreibt HEKS zudem sechs regionale Geschäftsstellen, die in 14 Kantonen über 60 Projekte und Programme betreuen. In der Romandie heisst das Hilfswerk EPER (Entraide Protestante Suisse). Im Jahr 2022 beschäftigte HEKS 451 fest angestellte Mitarbeitende in der Schweiz.
2022 war HEKS in rund 30 weiteren Ländern in Europa, Afrika, Asien und Lateinamerika mit Programmen und Projekten aktiv. In 16 Schwerpunktländern hat HEKS eigene Koordinationsbüros und beschäftigt vornehmlich einheimische Mitarbeitende.
Das Hilfswerk besitzt das Schweizer ZEWO-Gütesiegel, das jenen Institutionen verliehen wird, deren Spendengelder uneigennützig für den angegebenen Zweck verwendet werden. HEKS ist Mitglied von ACT (Action by Churches Together), der globalen Allianz von protestantischen und orthodoxen Kirchen und ihnen nahestehenden Hilfswerken unter dem Dach des Weltkirchenrates. Zudem ist die Stiftung eine akkreditierte Partnerorganisation der Glückskette und ist Mitglied der Klima-Allianz Schweiz.

## Schwerpunkte

### Tätigkeiten im Ausland
Laut seiner Website bekämpft HEKS Hunger und Armut mit Fokus auf Zugang zu Land und natürlichen Ressourcen, die Überwindung von Diskriminierung, betreibt Friedensarbeit in spannungsgeladenen Kontexten, leistet Nothilfe für die Opfer von Katastrophen aufgrund von Naturgefahren und kriegerischen Konflikten und unterstützt die diakonische Arbeit der reformierten Kirchen in Osteuropa und in Nahost. Die Umsetzung der Projekte erfolgt durch lokale Partnerorganisationen.

### Tätigkeiten in der Schweiz
Mit seiner Inlandarbeit unterstützt HEKS laut eigenen Angaben benachteiligte Menschen bei der sozialen Integration, fördert so die Chancengleichheit und steht Asylsuchenden und anderen sozial Benachteiligten mit Rechtsberatung zur Seite.